# Vaassen

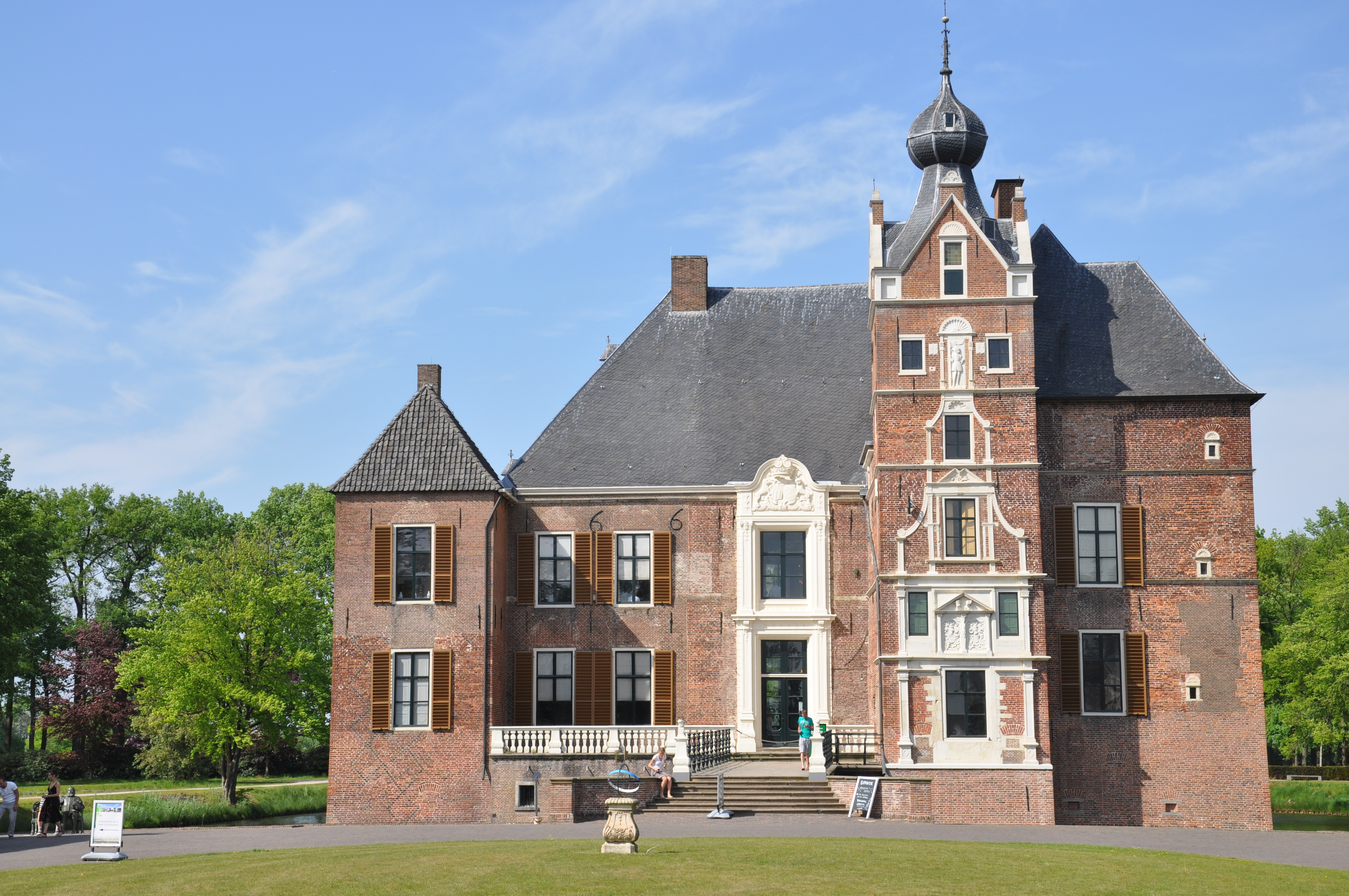
Kasteel De Cannenburgh

Vaassen ist ein Dorf in der niederländischen Provinz Gelderland in der Gemeinde Epe. Vaassen liegt 10 Kilometer nördlich von Apeldoorn und 25 Kilometer südlich von Zwolle. Der östliche Rand wird von der Autobahn A50 tangiert.
Am 1. Januar 2024 betrug die Einwohnerzahl 12.645 Personen.

## Geschichte
Erste Anzeichen von Bewohnern in der Gegend sind prähistorische Grabhügel nordwestlich von Vaassen, die aus der Eisenzeit stammen. Die Bewohner lebten von der Landwirtschaft und der Jagd. Der Name des Dorfes geht auf das Wort „Fasna“ zurück und hat die Bedeutung einer Art von Gras. Das Dorf wird erstmals in einer Urkunde von 891 oder 892 aus dem Codex Laureshamensis erwähnt.
Bis zum Ende des Jahres 1817 war Vaassen eine selbständige Gemeinde und wurde danach in die Gemeinde Epe eingegliedert.
In den 1950er Jahren wurden seitens der Regierung größere Gruppen an Personen von den Molukken, die so genannten „Molukker“ in Vaassen einquartiert. Diese bilden auch heute noch eine beträchtliche Gemeinschaft von rund 1000 Personen, was zuweilen zu Problemen mit alteingesessenen Bevölkerungsgruppen führt.

## Sehenswürdigkeiten
- Hauptsehenswürdigkeit von Vaassen ist das Wasserschloss Kasteel De Cannenburgh, das im 16. Jahrhundert auf Initiative von Maarten van Rossum auf den Resten einer alten Burg erbaut wurde.[6]
- Die Reformierte Kirche von Vaassen befindet sich im Zentrum des Dorfes. Der Kirchturm wurde um das Jahr 1500 herum errichtet.[7]

## Söhne und Töchter der Stadt
- Anton Pannekoek, Astronom und Astrophysiker